# Gastón Filgueira
Gastón Filgueira, vollständiger Name Gastón Filgueira Méndez, (* 8. Januar 1986 in Montevideo) ist ein uruguayischer ehemaliger Fußballspieler.

## Karriere

### Verein
Der 1,73 Meter große Defensivakteur Filgueira gehörte zu Beginn seiner Karriere in der Clausura 2006 und der Apertura 2006 dem Kader des in Montevideo beheimateten Klubs Central Español an und bestritt in diesem Zeitraum 28 Partien (kein Tor) in der Primera División. Im Jahr 2007 stand er für die Mannschaft des argentinischen Vereins Arsenal de Sarandí in sechs Spielen (kein Tor) der dortigen Primera División auf dem Platz. Während seiner Vereinszugehörigkeit gewann der Klub die Copa Sudamericana 2007. Ende Dezember 2007 schloss er sich Nacional Montevideo an. In der Saison 2008/09, in der Nacional die Landesmeisterschaft gewann, ist dort ein Erstligator, in der Spielzeit 2009/10 ein Erstligaeinsatz ohne Torerfolg für ihn verzeichnet. Anfang August 2010 wechselte er zum Club Atlético Cerro. Bei den Montevideanern aus den Barrio Villa del Cerro lief er in der Saison 2010/11 in 26 Erstligaspielen (ein Tor) und in der Spielzeit 2011/12 in elf Partien (kein Tor) der Primera División auf. In den ersten Januartagen 2012 trat er ein Engagement in Chile bei CD Palestino an. Bei den Chilenen kam er 22-mal in der Primera División zum Einsatz und schoss ein Tor. Zudem stehen sieben Begegnungen (kein Tor) mit seiner Mitwirkung in der Copa Chile zu Buche. Es folgte in der Saison 2013/14 eine Karrierestation bei Liverpool Montevideo. Auch dort wirkte er in 22 Erstligaspielen mit und traf einmal ins gegnerische Tor. Am Saisonende stieg er mit den Montevideanern in die Segunda División ab. Er vollzog den Gang in die Zweitklassigkeit des uruguayischen Ligensystems jedoch nicht mit und schloss sich Ende September 2014 dem brasilianischen Zweitligaklub Náutico Capibaribe an. Dort wurde er 71-mal (ein Tor) in der Série B, 20-mal (kein Tor) im Pernambucano, sechsmal (ein Tor) in der Liga do Nordeste und fünfmal (kein Tor) in der Copa do Brasil eingesetzt. Im Januar 2017 verpflichtete ihn der Fortaleza EC. Bei dieser Station weist die Statistik für ihn ein Tor bei zwölf Ligaeinsätzen (Caerense 1: 7 Spiele/1 Tor; Liga do Nordeste: 5/0) und ein Pokalspiel (kein Tor) aus. Mitte Mai 2017 wechselte er zu Vila Nova FC. Zwei Jahre blieb er dort; nach kurzer Vertragslosigkeit beendete er nach dem Engagement bei CA Cerro seine Karriere.

### Nationalmannschaft
Filgueira debütierte am 27. September 2006 mit einem Startelfeinsatz bei der 0:1-Auswärtsniederlage im Freundschaftsspiel gegen Venezuela unter Trainer Óscar Tabárez in der uruguayischen A-Nationalmannschaft. Sein zweites und letztes Länderspiel absolvierte er am 18. Oktober 2006 beim 4:0-Heimsieg gegen den gleichen Gegner.

### Erfolge
- Copa Sudamericana: 2007
- Uruguayischer Meister: 2008/09